# Lüszandra
Lüszandra (Λυσάνδρα, nevének jelentése: „felszabadító”; fl. i. e. 281) ptolemaida hercegnő, Makedónia királynéja; I. Ptolemaiosz Szótér egyiptomi uralkodó és Eurüdiké lánya.

## Élete
Először anyai unokatestvéréhez, V. Alexandrosz makedón királyhoz, Kasszandrosz egyik fiához ment feleségül. Az ő halála után egy másik anyai unokafivére, Agathoklész, Lüszimakhosz és Nikaia fia lett a férje. Ebből a második házasságából, amelyre Pauszaniasz szerint azután került sor, hogy Lüszimakhosz i. e. 291-ben hazatért a geták elleni hadjáratából, Lüszandrának több gyermeke született. Mikor Agathoklészt mostohaanyja, II. Arszinoé felbujtására apja megölette, Lüszandra Ázsiába menekült gyermekeivel és Agathoklész apai féltestvérével, Alexandrosszal, és I. Szeleukosz Nikatór segítségét kérte. Szeleukosz Lüszimakhosz ellen vonult, legyőzte és a korupedioni csatában i. e. 281-ben megölte. Pauszaniasz egy megjegyzéséből úgy tűnik, Lüszandra is elkísérte Szeleukoszt, és nagy befolyással bírt, a Szeleukosz pár hónappal ezután bekövetkezett halálát követő zűrzavar után azonban sem őt, sem gyermekeit nem említik többé.

## Fordítás
- Ez a szócikk részben vagy egészben  a   Lysandra című angol Wikipédia-szócikk ezen változatának fordításán alapul.  Az eredeti cikk szerkesztőit annak laptörténete sorolja fel. Ez a jelzés csupán a megfogalmazás eredetét és a szerzői jogokat jelzi, nem szolgál a cikkben szereplő információk forrásmegjelöléseként.